# Fliegerdemonstration Axalp

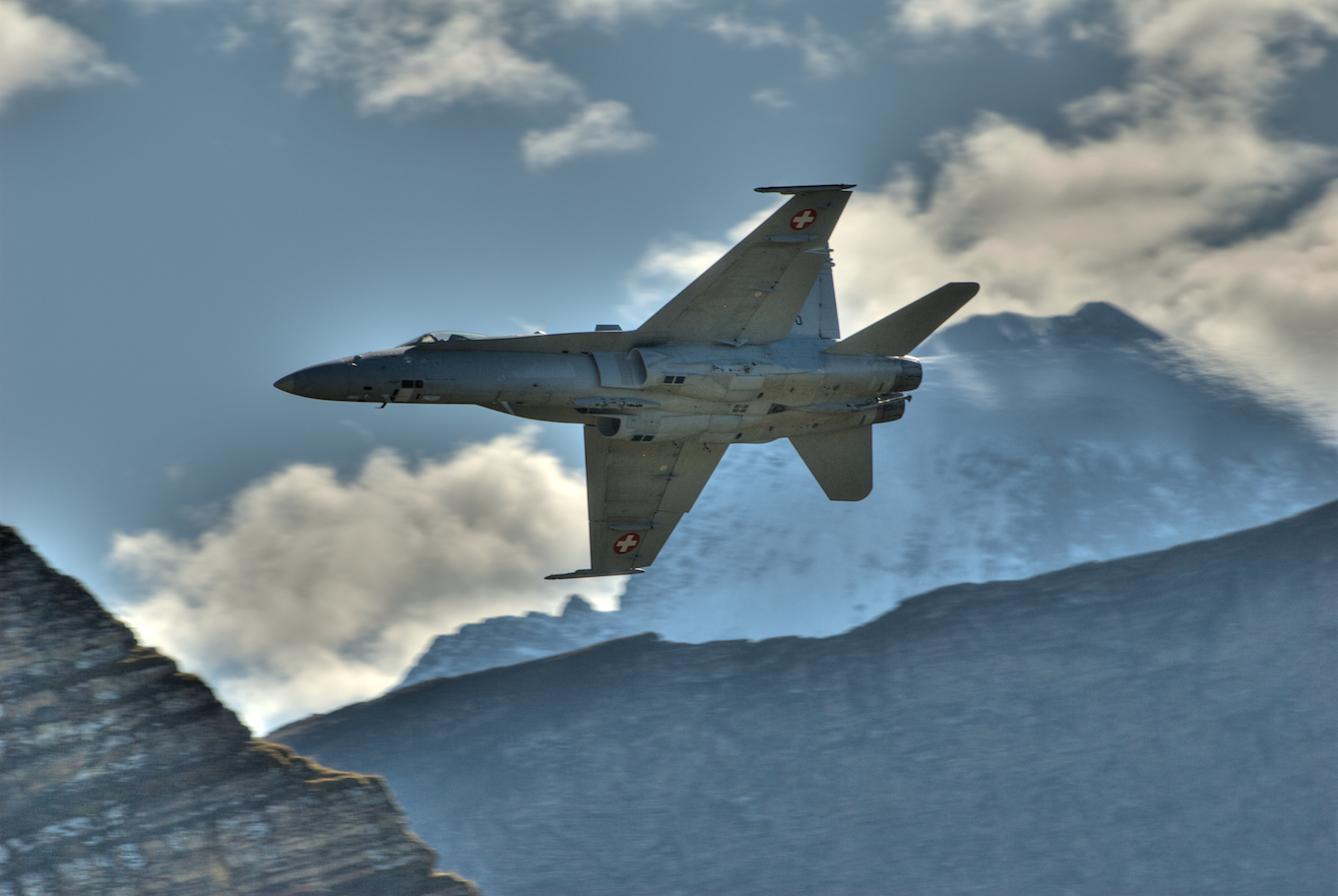
F/A-18 Hornet, Axalp Demo 2009 beim Anflug von Westen vor den Schichten des Gärstenhoren

Die Fliegerdemonstration Axalp (auch als Fliegerschiessen Axalp bekannt) ist eine Flugschau der Schweizer Luftwaffe auf dem Schiessplatz Axalp-Ebenfluh (auch Äbeflue genannt) im Gebirge auf 2250 m ü. M. oberhalb der Axalp bei Brienz im Kanton Bern. Sie fand bis 2023 in aller Regel jährlich jeweils an zwei Tagen Anfang Oktober statt.

## Geschichtliches
Während des Zweiten Weltkriegs stellte General Guisan im Juli 1942 anlässlich einer Übung im Gebirge fest, dass die Piloten ihre Bomben äusserst ungenau abwarfen. Er verfügte, dass sofort mit der Ausbildung der Piloten zur Luftunterstützung für Bodentruppen im Gebirge zu beginnen sei. Am 7. Oktober 1942 begann die Ausbildung im Erdkampfeinsatz auf dem neu eingerichteten Schiessplatz Axalp-Ebenfluh.
Mit Beginn des Jetzeitalters waren auf der Ebenfluh Vampire (erstmals 1949), Venom (bis 1983), und nach 1959 auch der zunächst ebenfalls als Jäger beschaffte Hunter anzutreffen, welche sich nach der Ablösung durch die Mirage in der Jagd-Rolle im Abwurf von Bomben, dem Abfeuern ungelenkter Raketen und dem Schiessen mit der Bordkanonen übten. Im Jahr 1959 war auch der 1944 gebaute Kommandoposten, der sich auf der Südseite des Zielkessels befindet, durch denjenigen auf der Krete Tschingel/Axalphorn ersetzt worden. Diese Krete war ab 23. März 1960 direkt vom Talgrund her durch eine militärische Transportseilbahn erreichbar, deren Bergstation kaum 100 Meter vom neuen KP entfernt liegt.
Ursprünglich ein Anlass für die militärische Führung, Politiker und geladene Gäste mit einem ersten Pressetag 1965, zog der Anlass ab Ende der 1980er-Jahre einige Zuschauer an, welche die jeweiligen Daten erfahren hatten. Bis 1990 hatte zweimal jährlich eine Demonstration stattgefunden. Mitte der 1990er-Jahre fanden schon einige 100 Personen den Weg auf die Axalp, bis im Jahr 1999 war der Anlass, der damals schon traditionell mit zwei Mirage-Aufklärern um Punkt 14:00h eröffnet wurde, frei zu besuchen. Bis im Jahr 2009 war die Anzahl Zuschauer auf bis zu achttausend Personen angestiegen, die den Weg zu den drei Zuschauerzonen dieser schon seit mindestens 2005 offiziell ausgeschriebenen Flugvorführung antraten.
Mit der Ausmusterung der Hunter im Jahr 1994 endeten auch die Bombenabwürfe sowie die Übungen mit ungelenkten 8-cm-Raketen. Die Tiger F-5E schossen letztmals 2018 wie die Mirages (bis 2003) und die nur wenige Jahre ab 1990 zu sehenden Hawk bloss mit ihren Bordkanonen, womit schliesslich die ab Ende der 1990er-Jahre eingeführten F/A-18 Hornet mit ihren Bordkanonen die einzigen Waffeneinsätze zeigen.
Im Jahr 1994 weilten Hawk Schulflugzeuge der Royal Air Force auf dem Flugplatz Meiringen und flogen über der Axalp. Im Oktober 2006 nahmen zwei ausländische Kampfflugzeuge an der Schiessdemonstration teil. Es handelte sich um Dassault Mirage F1CR der französischen Luftstreitkräfte Armée de l’Air. 2012 flogen Saab Gripen auf der Axalp.
Die geplante Demonstration im Jahre 2001 wurde kurzfristig abgesagt, da am Freitag zuvor bei einem Helikopterunfall vier Militärangehörige ihr Leben verloren hatten. 2011 wurde die Demonstration wegen Unwetterschäden im Berner Oberland abgesagt. 2014 fand keine Demonstration statt aufgrund der Air14 Airshow in Payerne. Die Demonstration 2015 wurde aufgrund des schlechten Wetters abgesagt und jene im Jahr 2016 aufgrund des Absturzes des Cougars T-338 am 28. September 2016 auf dem Gotthard-Hospiz. Im Jahr 2019 wurde die Hauptvorführung kurzfristig abgesagt, weil bei der F-18-Flotte Risse entdeckt worden waren. 2020 wurde der Anlass wegen der COVID-19-Pandemie abgesagt.
2024 und 2025 finden keine Flugvorführungen statt.

## Anlass

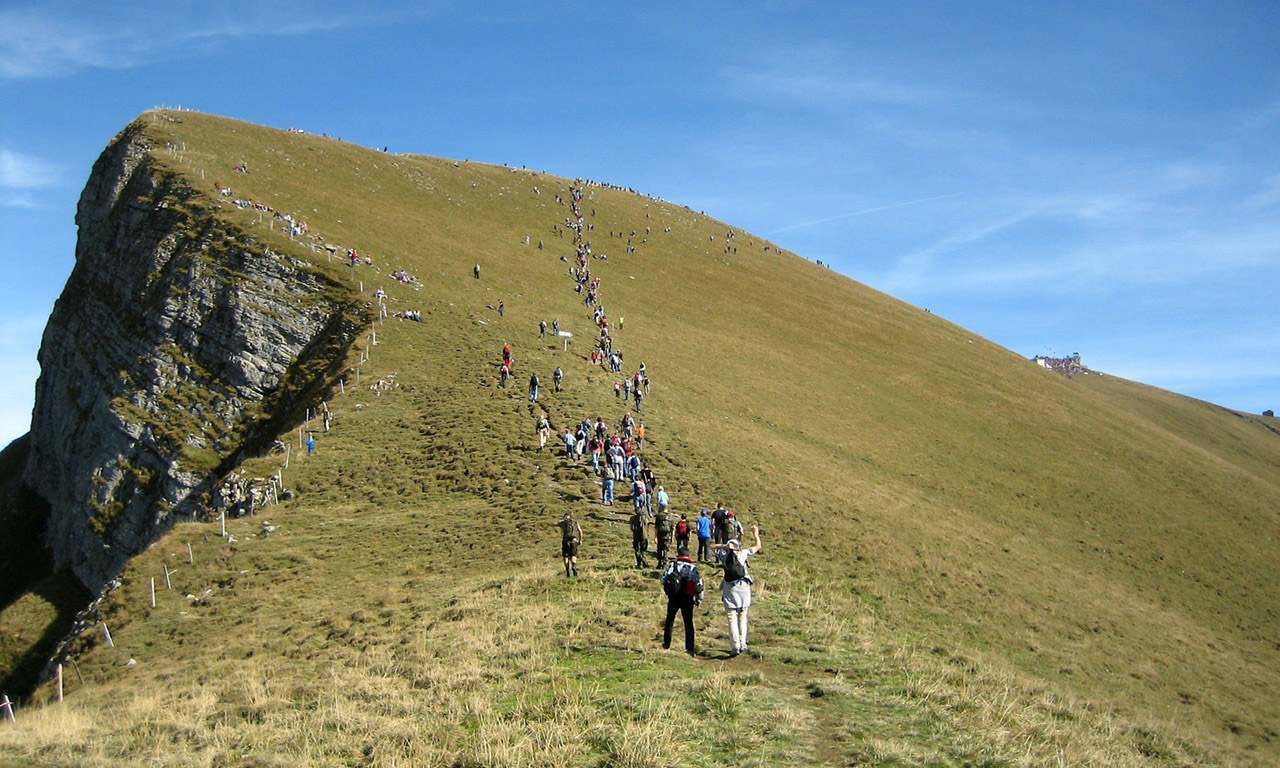
Besucher auf 2'200 m Höhe, das neuere Schiessplatz-KP von 1959 rechts hinten am Horizont

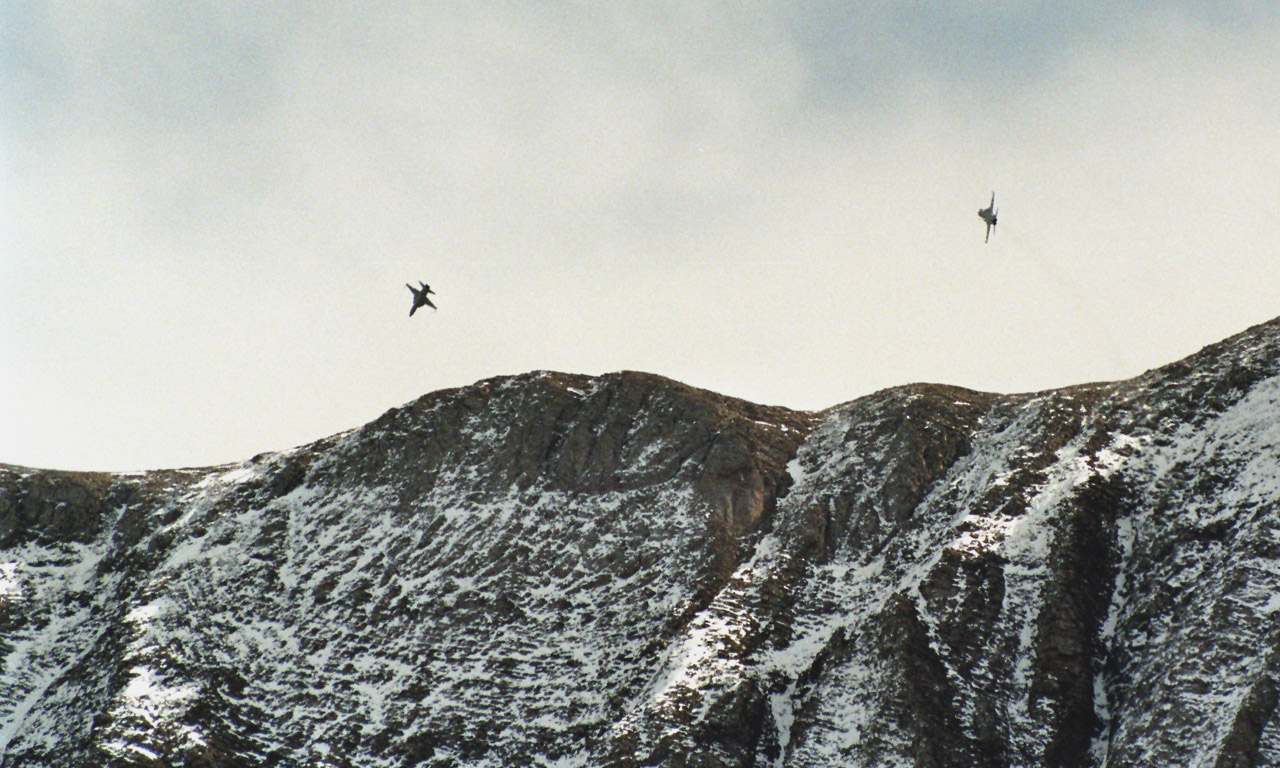
2 F-5E Tiger tauchen über den Bergrat des Wildgärst

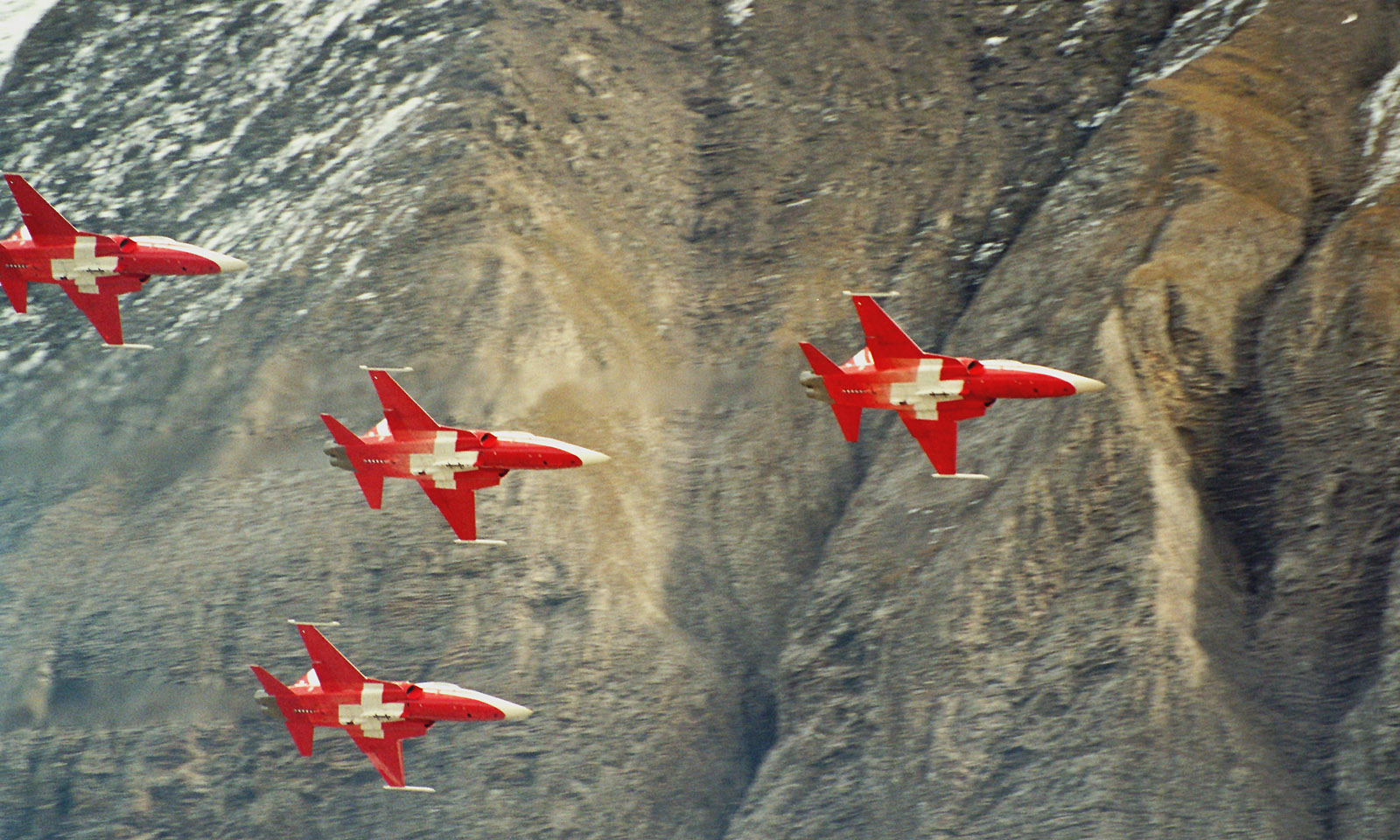
Die Patrouille Suisse vor der Felswand der Ebenfluh

Piloten der Luftwaffe mit ihren Kampfflugzeugen des Typs F/A-18 demonstrieren ihre Flug- und Zielkünste. Sie schiessen mit ihren Bordkanonen kurze Garben auf Ziele an einem nahen Grat sowie am Südhang des Axalphorns und am Nordhang des Wildgärst. Es ist dies die einzige öffentlich zugängliche Flugshow an welcher scharf geschossen wird. Ergänzt werden die Vorführungen durch Demonstrationen mit Helikoptern Aérospatiale AS 332 Cougar und Fallschirmabsprüngen der Fernaufklärer, Einzelvorführungen von Flugzeugtypen und ab Mitte der 2010er-Jahre einer Demonstration des Prinzips beim Luftpolizeidienst durch zwei F/A-18 und ein „Zivilflugzeug“ des Bundes. Den Abschluss der Veranstaltung bildet jeweils die Schweizer Kunstflugstaffel Patrouille Suisse.
Offizielle Gäste wie ausländische ranghohe Militärpersonen oder Journalisten werden mit Cougar-Transporthelikopter eingeflogen – die Anzahl derart transportierter Personen erreichte auch schon 600, auch durch den Transport von Zivilisten aus den umliegenden Gemeinden.
Zuschauer müssen seit 2017 im Talgrund parkieren und obligatorisch mit einem Shuttlebus (kostenpflichtig) bis Axalp fahren. Von dort aus dauert der Aufstieg zu Fuss maximal drei Stunden. Dank dem Sessellift Windegg, welcher speziell für diese beiden Tage in Betrieb gesetzt wird, verkürzt sich der Aufstieg um ca. 30 Minuten. Der eigentlich nur für Wintersportler konzipierte Lift befördert die Zuschauer auf 1930 m ü. M. Aufgrund der Jahreszeit ist es möglich, dass Schnee liegt. Sollte sich während der Vorführung das Wetter verschlechtern, wird die Veranstaltung ersatzlos abgebrochen. Da der Aufstieg zum Tschingel eine alpine Wanderung ist, ist entsprechende Kleidung und Schuhwerk notwendig.